# Protoindústria
Protoindústria é um conceito voltado para o mercado de produção artesanal e doméstica de produtos manufaturados, cujo processo econômico antecedeu a Revolução Industrial. Embora normalmente a Europa, especificamente a Inglaterra, seja abordada como o berço desse fenômeno e da Industrialização, em outras partes do mundo também ocorreu o mesmo processo, mas cada um condizente com a sua realidade social, política, econômica e geográfica.

## Conceito
Protoindústria é um conceito voltado para o mercado de produção artesanal e doméstica de produtos manufaturados, cujo processo econômico antecedeu a Revolução Industrial. A protoindústria foi conceituada pelo especialista em história econômica Franklin Mendels [fr], como uma indústria familiar localizada na região rural, com poucos equipamentos de trabalho e que o produto final era vendido para o mercado não local. Devido a palavra remeter à um sentido antigo usa-se prefixos como, por exemplo, pré ou proto.

## Fatores e surgimento: a protoindustrialização na Inglaterra
Em muitas regiões europeias aconteceu esse fenômeno, o qual foi necessário para o triunfo que foi a Revolução Industrial. Antes dessa indústria moderna a maior parte da produção que acontecia no campo era voltada para o autoconsumo. Do século XVI ao final do XVII devido ao desenvolvimento dos cercamentos das terras comunitárias para a produção de lã, e não somente por este motivo, mas também pelo êxodo rural causado por esta política, as terras passaram então, a ficar nas mãos de proprietários que alugavam-nas para a exploração e investimento em prol da aceleração de produção, fazendo com que muitos agricultores ficassem desamparados. A partir desse processo, surgiu o trabalhador da protoindústria, o qual era um agricultor que produzia para a sua subsistência e não conseguia mantê-la apenas com a produção agrícola, então não somente no entressafras, a atividade industrial substituía a atividade agrícola.
Os trabalhadores das cidades eram responsáveis pela produção industrial, mas com o tempo começou a ocorrer um grande aumento da demanda dos produtos pelo mercado e os salários estavam subindo.
Com base nesse fator, a produção se deslocou para o campo porque a remuneração era relativamente mais baixa e esse processo aconteceu em razão de os pequenos produtores rurais serem desprotegidos e viverem a mercê dos comerciantes. Outro fator para o surgimento da protoindústria era que os camponeses não dependiam exclusivamente da remuneração da indústria e por isso podiam cobrar menos dos seus produtos.
Esse foi o primeiro estímulo para a criação das fábricas na Inglaterra, uma vez que este processo também ajudou a moldar uma noção de divisão do trabalho. Na Europa foi a superação da protoindústria por meio do aprimoramento dos mecanismos já existentes como, por exemplo, o tear e não o seu triunfo que levou à Revolução Industrial, mas este sistema teria aberto caminhos para a Revolução, uma vez que gerou uma dinâmica interna de produção de algodão.

## As protoindústrias coloniais na América Latina
Na América colonial, também ocorreu o desenvolvimento da produção de têxteis que pode ser chamado de protoindústria, as chamadas Obrajes, porém a mão-de-obra predominante era a indígena. Ainda que o conceito seja o mesmo, no caso latino-americano, o processo sofreu várias formas de organização que estavam presentes desde o início do sistema. Diferente da Europa, na qual a relação era entre os trabalhadores e os comerciantes, na América Latina o Estado era quem organizava o comércio rompendo com as normas de reciprocidade que caracteriza as relações comerciais pré-hispânicas e é claro sem relação salarial.
Desde 1570, as comunidades indígenas da região do México, por exemplo, produziam grandes quantidades de tecidos e roupas, as quais eram destinadas aos mercadores. Essa produção que se expandiu ao longo do período colonial, tinha como base o trabalho doméstico com a família indígena como uma unidade de produção básica e uma tecnologia simples.

## Protoindústria têxtil algodoeira na China
Na China também ocorreu o desenvolvimento da protoindústria, graças à expansão da agricultura comercial. Durante o século XVIII as pequenas unidades de produção da China também funcionavam numa indústria doméstica e a produção acontecia no meio rural metade da produção era direcionada ao mercado. A produção também era baseada em uma tecnologia simples e fixa. Os grandes produtores usavam os mercados para adquirir o algodão e faziam negócios com pessoas que revendiam a matéria-prima para os produtores finais. Diferentemente da Europa e especificamente no caso da Inglaterra, que a lã era negociada diretamente entre os mercadores e os trabalhadores da protoindústria. A mão de obra feminina era a mais presente na protoindústria chinesa do que a europeia por razões culturais, que afastava as mulheres das produções agrícolas por causa da ideia de que as mulheres deveriam ter a pele mais branca, o que dificultava trabalhar no sol. Outras questões para a predominância feminina na produção doméstica, foi a tradição de amarrar os pés para que as mulheres se concentrasse na produção têxtil e este costume estimulava os mercadores a negociar e vender o algodão sem repassá-los para o mercado antes de ir para as mãos dos pequenos produtores. O crescimento da indústria rural de pequeno porte esteve no Delta do Yangtzé esteve ligada à expansão do cultivo do algodão no governo Qing. Durante o tempo livre os homens participavam da produção protoindustrial, mas em maior medida foram as mulheres, crianças e idosos que forneceram a mão de obra necessária para essa indústria, uma vez que para essa população havia pouco ou nenhum mercado de trabalho.
Em suma, a exclusão das mulheres por conta de questões culturais foi o que diferenciou a unidade de produção chinesa da Europa. Essa tradição resultou no aumento do custo do trabalho masculino e dificultava a existência de empresas que pudessem atuar com trabalho assalariado, mas ao mesmo tempo o trabalho feminino aumentava a competitividade das pequenas empresas familiares frente às empresas assalariadas, assemelhando-se ao panorama europeu com o advento do processo de industrialização. O que entende-se hoje como Revolução Industrial, tem a ver com as mudanças nas formas de produção, como, a mudança do tear manual pelo tear mecânico, a divisão do trabalho e estruturas sociais. Embora normalmente a Europa, especificamente a Inglaterra, seja abordada como o berço desse fenômeno e da Industrialização, em outras partes do mundo também ocorreu o mesmo processo, mas cada um condizente com a sua realidade social, política, econômica e geográfica.